# Ostrów Pieckowski
Ostrów Pieckowski (niem. Peitschendorfswerder, do 1785 Peitschendorfsch Werder) – wieś w Polsce, w województwie warmińsko-mazurskim, w powiecie mrągowskim, w gminie Piecki.
Do 2023 miejscowość była częścią wsi Piecki.
Miejscowość wchodzi w skład sołectwa Piecki.
W latach 1975–1998 miejscowość administracyjnie należała do województwa olsztyńskiego.
Osada położona jest na półwyspie jeziora Wągiel.

## Historia
Osada istniała już w 1618 r., pod nazwą Ostrowy. W 1785 r. w osadzie były dwa domy. W XIX wieku było to gospodarstwo o areale 5 włók. W drugiej połowie XIX wieku należało ono do Otto Wilhelm Carl Engelhard von Schwerin  a  w 1892 r. gospodarstwa dworskie przejął Jerzy von Schwerin, w tym czasie landrat ządźborski. W skład majątku wchodziła także plantacja chmielu o powierzchni 20 ha, założona na osuszonym jeziorze Wągiel Mały przez Otto Engelhard von Schwerin w 1874/75 roku.